# Alfonso Rizo Patrón
Alfonso Rizo-Patrón Remy (Lima, 9 de abril de 1917-Lima, 11 de agosto de 2012) fue un ingeniero minero y político peruano. Fue ministro de Fomento y Obras Públicas de 1959 a 1960.

## Biografía
Fue hijo de Antenor Rizo-Patrón Lequerica y Sara Aráoz Remy. Su padre, un destacado minero, fue el descubridor de la Patronita.
Hizo estudios escolares en el Colegio Champagnat y en el Sagrados Corazones Recoleta. Inició sus estudios de Ingeniería en la Pontificia Universidad Católica del Perú (siendo uno de los primeros ministros estudiantes de esta casa de estudio) y los culminó en el MIT, obteniendo un bachiller y una maestría de Ciencias.
En 1959, en reemplazo de Eduardo Dibós Dammert, fue designado por el presidente Manuel Prado ministro de Fomento y Obras Públicas, cargo que ocupó hasta 1960. Al año siguiente, fue nombrado presidente de la Comisión Interministerial para el Desarrollo Económico que desarrollaba parte del Plan Perú-Vía.
| Predecesor: Eduardo Dibós Dammert | Ministro de Fomento y Obras Públicas del Perú 1959-1960 | Sucesor: Jorge Grieve Madge |

- Datos: Q16334687